# 日向岡

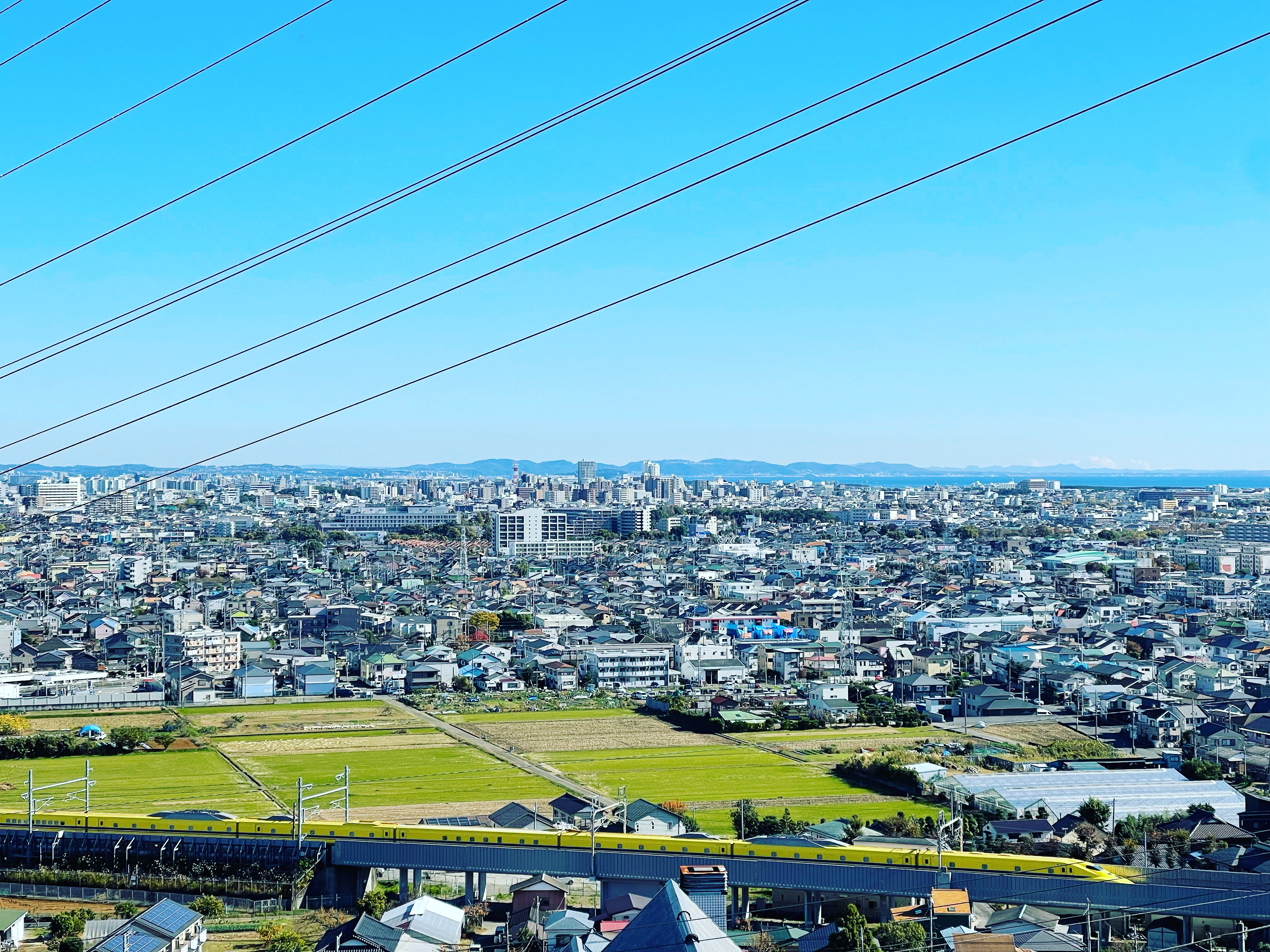
日向岡より平塚市中心部を望む

日向岡（ひなたおか）は、神奈川県平塚市の町名。現行行政地名は日向岡一丁目から日向岡二丁目まで。住居表示実施済区域。
丘陵を開発した新興住宅地を町域とする。

## 地理
平塚市西部、平塚駅から約6 km西方に位置する。
大磯丘陵の東端部にあたり、南西に不動川を挟んで鷹取山がある。
町域の西端に小田原厚木道路が、南東に東海道新幹線が走る。
東海道新幹線の車内のE席側からは斜面に建つ家々が見える。東海道新幹線の車内から見える家々はカラフルかつデザインが統一されており、その独特な景観からJR東海のポスターや映画やアニメの舞台に採用されたことがある。この景観ができた経緯について東急建設の広報担当者は「詳しくは分からない。住民で決めたのでは」「古い話なので、いきさつはわからない」と回答している。

### 地価
住宅地の地価は、2023年（令和5年）7月1日の公示地価によれば、日向岡2-13-4の地点で7万3000円/m2となっている。

## 沿革
1974年、平塚市長（当時）である加藤一太郎と東京急行電鉄の間で「日向岡地区開発事業に関する協定書」が交わされ、大字根坂間の丘陵地が開発された。1985年に町丁「日向岡」が新設され、住居表示が実施された。1987年から分譲を開始した。1998年5月21日には直下を貫く日向岡トンネルが開通した。

## 世帯数と人口
2023年（令和5年）9月1日現在（平塚市発表）の世帯数と人口は以下の通りである。
| 丁目         | 世帯数    | 人口    |
| ------------ | --------- | ------- |
| 日向岡一丁目 | 464世帯   | 1,170人 |
| 日向岡二丁目 | 545世帯   | 1,275人 |
| 計           | 1,009世帯 | 2,445人 |

### 人口の変遷
国勢調査による人口の推移。
| 年                 | 人口  |
| ------------------ | ----- |
| 1995年（平成7年）  | 2,617 |
| 2000年（平成12年） | 2,772 |
| 2005年（平成17年） | 2,837 |
| 2010年（平成22年） | 2,758 |
| 2015年（平成27年） | 2,557 |
| 2020年（令和2年）  | 2,505 |

### 世帯数の変遷
国勢調査による世帯数の推移。
| 年                 | 世帯数 |
| ------------------ | ------ |
| 1995年（平成7年）  | 742    |
| 2000年（平成12年） | 816    |
| 2005年（平成17年） | 898    |
| 2010年（平成22年） | 944    |
| 2015年（平成27年） | 954    |
| 2020年（令和2年）  | 984    |

## 学区
市立小・中学校に通う場合、学区は以下の通りとなる（2023年8月時点）。
- 丁目、番・番地等 : 一丁目〜二丁目、各全域
  - 小学校 : 平塚市立旭小学校
  - 中学校 : 平塚市立旭陵中学校

## 事業所
2021年（令和3年）現在の経済センサス調査による事業所数と従業員数は以下の通りである。
| 丁目         | 事業所数 | 従業員数 |
| ------------ | -------- | -------- |
| 日向岡一丁目 | 17事業所 | 79人     |
| 日向岡二丁目 | 19事業所 | 95人     |
| 計           | 36事業所 | 174人    |

### 事業者数の変遷
経済センサスによる事業所数の推移。
| 年                 | 事業者数 |
| ------------------ | -------- |
| 2016年（平成28年） | 27       |
| 2021年（令和3年）  | 36       |

### 従業員数の変遷
経済センサスによる従業員数の推移。
| 年                 | 従業員数 |
| ------------------ | -------- |
| 2016年（平成28年） | 99       |
| 2021年（令和3年）  | 174      |

## 交通
神奈川中央交通の以下の路線が乗り入れている。

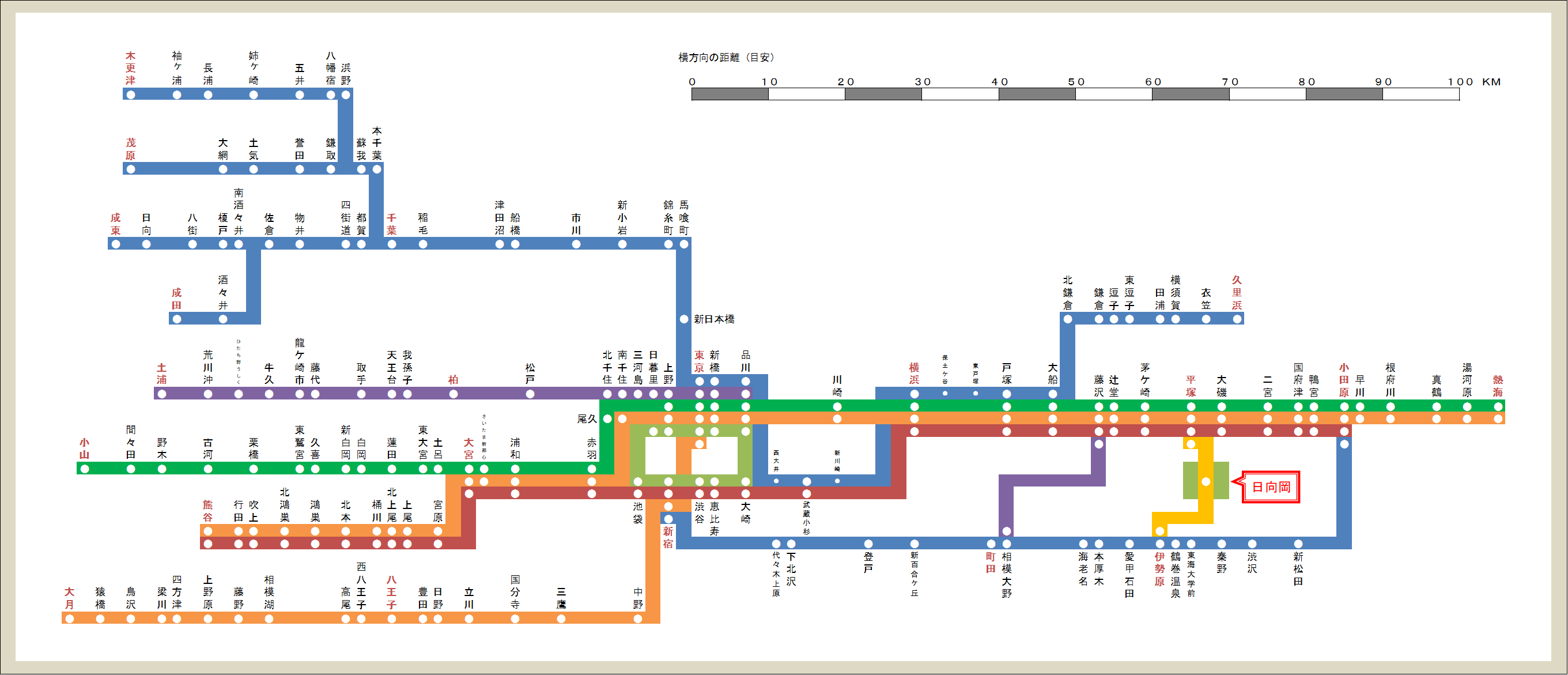
東京近郊から日向岡までの鉄道・バス路線図

- 平28：（平塚駅北口） - 日向岡入口 - 日向岡二丁目 - 日向岡一丁目 - 湘南日向岡
  - 約30分間隔で運行されている。
  - 横浜・東京方面への最短経路となっている。
- 伊18：（伊勢原駅南口） - 湘南日向岡 - 日向岡一丁目 - 日向岡二丁目 - 日向岡入口 - （高村団地）
  - 約60分間隔で運行されている。
  - 町田・新宿方面への最短経路となっている。

## その他

### 日本郵便
- 郵便番号 : 254-0905[3]（集配局 : 平塚郵便局[21]）。